# Рамбо, Патрик
Патрик Рамбо (фр. Patrick Rambaud; род. 21 апреля 1946, Париж) — французский писатель.

## Жизнь и творчество
Из-под его пера вышло около тридцати романов, большая часть из которых — пародии, среди них можно отметить написанную в соавторстве с Мишелем-Антуаном Бюрнье «Журналистику без труда» (фр. Le Journalisme sans peine, издательство «Плон»). Осенью 1997 года был опубликован роман «Битва» (фр. La Bataille, издательство «Грассе»), удостоенный Большой премии Французской академии (1997) и Гонкуровской премии (1997).
В 2008 году избран членом Гонкуровской академии, заняв место Д. Буланже.
В юности работал литературным негром.